# Хаммерих, Луис Леонор

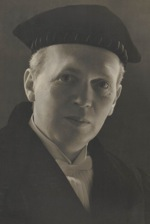
Луис Хаммерих

Луис Леонор Хаммерих (дат. Louis Leonor Hammerich; 31 июля 1892 — 3 ноября 1975) — датский филолог.
Окончил Копенгагенский университет, ученик Отто Есперсена. В 1918 г. защитил докторскую диссертацию «Национальное и заимствованное: О ритмической технике Гейне и Платена» (дат. National og Fremmed. Om den rytmiske teknik hos Heine og Platen). В 1922—1958 гг. профессор Копенгагенского университета (с перерывом в 1946—1947 учебном году на преподавание в Утрехтском университете).
Занимался проблемами германской лингвистики — монографии «О немецком ударении» (нем. Zur deutschen Akzentuation; 1921) и «Краткая история немецкой звучащей речи» (дат. Kortfattet tysk Lydhistorie; 1835), «Грамматика нидерландского языка» (дат. Hollandsk Grammatik; 1930, совместно с Мартой Мууссес) — и литературоведения (в частности, работы о «Западно-восточном диване» Гёте). Внёс значительный вклад в изучение эскимосско-алеутских языков книгой «Личные окончания и глагольная система в эскимосском языке» (нем. Personalendungen und Verbalsystem im Eskiomoischen; 1936).